# 奴隷戦士マヤ
奴隷戦士マヤ（どれいせんしマヤ）は、日本の成人向け漫画作品、およびそれを原作としたOVA作品。作者はこのどんと。

## 概要
いわゆる美少女漫画での連載作品で、ふたなりを主軸に扱う、また、身体改造が登場する作品としては、かなり初期のものである。
1987年、大陸書房発行の月刊誌『コミックチューリップ』にて連載開始。同誌休刊のため途中終了となり、1989年にコスミックインターナショナルから発行された単行本にてとりあえずの決着をし、収録分に「誕生編」の副題が付けられた。
1990年代前半には、富士美出版『CANDY TIME』、フランス書院『コミックショーグン』『COMICパピポ』など、コミックハウス編集の雑誌を渡り歩く形で第2章「雌伏編」・第3章「放浪編」が掲載された。なお、第2章は「冒険編」としてスタートしたが、途中で「主人公が全く冒険していない」という理由で改題している。
2000年には三和出版の月刊誌『コミックアイラ』の創刊に際して、目玉となる作品として掲載が決定。創刊号の巻頭カラー16頁に、主人公が地球に戻ってきた話として再スタートする旨の予告が掲載された。しかし、同誌で連載されたのは別作品で、本作の続きが描かれる事はなかった。この予告が、最後に商業誌に掲載された作品となった。以降、作者による同人誌にて、「奴隷戦士マヤ 暗闘編」と題した新作が散発的に、第3話まで発表されていた。
2019年4月、作者が逝去し、これを以て本作は絶筆となった。

## あらすじ
ヴァリゼリウス共和国連邦とゾル=ディアック帝国とが二分する異世界・ヴァルゼリウス銀河。普通の女子高生だったマヤは突然、共和国側の辺境にある惑星・エストリーダに飛ばされてしまう。奴隷にされた彼女は脱走を試み、その途中、謎の声に導かれて「ドルイドの剣」と呼ばれる剣を手にし、追っ手を撃退する。
どうやら彼女は、共和国側からは伝説の救世主、帝国側からは大いなる脅威とされる「ドルイドの戦士」であるらしい。エストリーダは帝国にも内通しており、奴隷商人は領主や帝国に取り入るべく、マヤを再度捕え、「ドルイドの戦士」の力を封じるために両性具有の肉奴隷へと改造してしまう。
一方、共和国側も「ドルイドの戦士」の出現を察知し、ランスフォートの聖騎士・ゼオンと、「ドルイドの戦士」を見極められる唯一の存在である巫女のミランを、エストリーダへと派遣する。
日々、様々な調教を受け、肉奴隷としての完成に近づいていくマヤ。果たして、彼女は「ドルイドの戦士」として覚醒し世界を救うのか、それとも……。

## 登場人物
マヤ
本作の主人公。本名は水谷まや。地球にいたときは東京の世田谷に住む普通の女子高生だった。年齢は15歳。
謎の占い師により、惑星エストリーダに飛ばされ、草原で倒れていたところを、ヘッケルとジャッケルが発見。彼らに騙されて人から人へ売り飛ばされ、ゾーラムの街の奴隷商人・エスティルガーに囚われてしまう。そして肉奴隷へと改造するため、膣内に肉奴隷飼育用特殊器具を埋め込まれてしまう。なお、OVA版では、オークションにてエスティルガーが直接、ヘッケルとジャッケルから購入している。
様子を見に来たヘッケルたちを逆に騙して脱走する途中、ドルイドの剣で警備兵を倒し、「ドルイドの戦士」の素養を見せる。膣内の器具を外すべく旅を続けていたが、魔導士ガリウスに捕らえられてしまう。奴隷商人の館に連れ戻されたマヤは、ガリウスによって両性具有の肉奴隷の身体に肉体改造される。なお、彼女の性器の見た目は、平時は女性器その物であり、陰茎は割れ目を押し広げられたり、それ自体を引っ張り出されたりした時に出てくる他、彼女自身が興奮状態になると自動的に出てくる。露出している陰茎は勃起状態になっており、カリ首がへそに届くほどの大きさである。睾丸は外見上ない。作中では陰茎が引っ込んだり萎えたりするシーンはなく、どのような場合に元の状態に戻るか、勃起せずに露出している状態があるのか、等は不明である。
肉奴隷としての数々の調教の最中、レイナの手解きにより再度脱走を図るも失敗。ヒュドラという寄生虫の雌を子宮に入れられ、自我を失い、肉欲の虜となる。
罰として奴隷にされ、兵士達の慰みものになっていたレイナを見て興奮。自ら陰茎を引きずり出し、フェラチオを強要した後、強姦してしまう。なお、これ以前にマヤは、特殊器具や寄生虫を膣に入れられているものの、性行しているシーンは無く、このレイナを相手に男性器を使っての行為が初体験、という事になる。
レイナとの性行中、果てると同時にロムス神の導きによって正気に戻る。その後、ガリウスやエルマによって更なる調教を受け、ヒュドラの雄と交尾させられている。
第1章終盤、ゾーラムの街での肉奴隷の儀式で、大勢の観客の目の前で手淫して射精するのとほぼ同時に、ドルイドの剣ともども光を発し、エストリーダ内の何処かの森へと飛ばされた。この際に、肉奴隷として仕上がると同時にドルイドの戦士として覚醒したと見られる。なお、その際にドルイドの剣は別の場所に飛ばされており、他の商人が拾って売りに出していたところをヘッケルが見つけ、買い戻している。
第2章では、サハロフたち盗賊に囚われ、輪姦される。ジェロードたちの来訪のどさくさの中でディアナに連れられ脱出するも、サンドラの襲来により一人で逃げる事となる。全裸かつペニスを勃起させた状態のまま、衆人の目に晒され、オナニーをして果てたところを、盗賊の一味だったひひじじいに捕まり、交易船に乗せられエストリーダを離れる。
第3章では、子宮内のヒュドラが産卵。ひひじじいに「寄生虫を取り出すのに必要な金を稼ぐため」と騙され、体を売る事になる。また、中継都市ディーヴァにて、正式にひひじじい所有の奴隷となる儀式を行った。
作品タイトルには「戦士」と付いているが、作中で戦士らしき振る舞いを見せるのは第1章の第1話のみ、ドルイドの剣を持っているのも第2話までで、以降は戦士らしき描写は無い。
ロムス
ヴァルゼリウス銀河の神。マヤをエストリーダに飛ばした。寄生虫に支配されたマヤに語りかけ正気に戻す、マヤが完全に肉奴隷化する事を食い止めるようヘッケルとジャッケルに命じる、等、「ドルイドの戦士」の覚醒を促そうとする。ただし、自ら手を下す事は無い。第2章以降は登場しない。
ヘッケル
エストリーダで倒れていたマヤを最初に見つけた二人組の商人のうちの一人。トカゲが二足歩行しているような姿をしている。丸いサングラスをしている。
マヤを売り飛ばした後も気にかけており、最初の脱走を手助けした他、再度捕らわれた後も1ヶ月ほど奴隷商人の館近辺で野宿して様子を伺っていた。
ロムス神の神託を聞きディアナに伝える、ディアナとともにドルイドの剣をグラスマイヤー邸から盗み出す、所在不明になっていたドルイドの剣を再入手する、ひひじじいに連れられ宇宙船に乗せられるマヤの姿を確認する、など、物語の流れに関わる活躍を要所でしている。第1章の雑誌掲載分も、空中に突然現れた光に彼らが驚くところで終わっている。
ジャッケル
ヘッケルの相棒で、同様にトカゲのような外見である。常にヘッケルとともに行動している。ヘッケルより小心者。
ゼオン
ヴァリゼリウス共和国連邦に所属の聖騎士。「ドルイドの戦士」たるマヤの行方を追う。妹がいたが、死別している模様。
第1章終盤の肉奴隷の儀式を見て、マヤを「ただの肉欲に溺れた少女」であると感じており、彼女が真にこの銀河の救世主たり得る存在であるか否か、疑問視している。
第2章ではかつての同志であるジェロードと対面し、帝国側に寝返った事に怒りを露にする。
ミラン
共和国の巫女。「ドルイドの戦士」を見極められる唯一の存在とされる。
ディアナ
共和国側に雇われている間者。ゼオンとは以前からの知り合いである。身が軽く、戦士としてもそこそこ腕が立つ。ゼオンたちの危機を救ったりグラスマイヤー邸からドルイドの剣を盗み出したりと様々な活躍をしているが、第3章では高速艇内を半裸で歩き回ったり、味方である高速艇の船員をあらかた倒してしまったり、ゼオンとアマンダの一騎討ちの局面にロボットで乗り付けて場を白けさせたり、と、トラブルメーカー的な一面も。
エスティルガー
ゾーラムの街で奴隷の調教や売買を生業とする商人。名前は原作では1度しか呼ばれてない。
人間のようではあるが、顔は円盤状の面、目は単眼で、体躯にはパイプ状のものが張り巡らされており、機械の身体をしているようである。
ガリウス
奴隷商人の配下の魔導士。マヤを肉奴隷に改造した。エルマからは「僧正様」と呼ばれている。
第3章からはジェロードたち一行に加わり、マヤの行方を追う。
エルマ
肉奴隷化されたマヤの調教役。第3章からはガリウスたちとともにジェロードたち一行に合流する。
レイナ
奴隷商人の館で雇われている少女。マヤの食事の世話などをしていた。マヤを哀れに感じ逃そうとするが、すぐに見つかり、彼女も奴隷としての調教を受ける事となる。寄生虫に感情を支配され我を失ったマヤに犯された。マヤが正気を取り戻してからも、マヤともども調教を受ける。
肉奴隷の儀式の際には、奴隷の身から解放してもらう代わりに、マヤの身体に鞭打ちや肉奴隷の焼き印を押す役を任される。当初は嫌々ながらだったが、徐々に憎しみの表情を浮かべ、自らの意志で鞭を振るうようになっていた。
第2章終盤に魔導士の素養を見出され、ガリウスたちの仲間にされる。その際には心中で、マヤの敵に回ることを詫びており、憎しみは消えているようである。第3章で、マヤの行方を追うジェロードたちの一行に加わる。
グラスマイヤー
エストリーダの惑星領主。表向きは共和国に属しているが、帝国とも内通しており、ドルイドの剣やマヤを帝国の皇帝に献上しようと目論む。第2章にて、行方知れずになったマヤの捜索をジェロードに命じた。
リシュタル・ジェロード
第2章より登場。ゾル=ディアック帝国側の魔道戦士かつ死霊使い。グラスマイヤーの命により、マヤの探索を行う。
元々はゼオン同様、ランスフォートの聖騎士だったが、力を欲するあまり、帝国側に寝返った。
サンドラ
第2章より登場。ジェロードとともに行動する女性。ディアナと同等程度に身が軽く、幻術も使える。エルマを「姉上」と呼んでいる。
サハロフ
第2章に登場。
肉奴隷の儀式の際に飛ばされたマヤを発見し捕獲した盗賊たちの頭領。マヤを捕らえにきたジェロードと交渉を目論むも突っぱねられ、ジェロードが連れていたアンデッドに仲間たちを惨殺された上、ジェロードの魔術により自身も半身を吹き飛ばされ、瀕死の状態でジェロードへの復讐を誓う。
ひひじじい
第2章から登場。
サハロフたちの盗賊の一味である老人。盗賊仲間からは「じいさん」「じじい」などと呼ばれており、本名は不詳。「ひひじじい」はマヤが使う呼称である。なお、同人誌版「暗闘編」では、ジェイコブ・ベネディクトという本名が明かされている。
魔導士の端くれを自称しており、魔術がそれなりに使える他、肉奴隷に関する知識も持ち合わせている。ジェロードが一味のアジトを訪れた際も魔術で対抗するも、歯が立たないと見るやすぐさま逃走。先に逃走していたマヤをいち早く見つけた。
第3章で、マヤがヒュドラに寄生されている事を知り、それを排除してやる事を口実に、彼女に体を売らせる。
アマンダ
第3章に登場。帝国軍に襲われた後のユナディアの船にブービートラップを仕掛けていた宇宙海賊の頭目の女性。ゼオンたちの乗っていた高速艇を襲撃するが、ゼオンに敵わず撤退した。
ゾット
第3章に登場。クワガタムシのような2本の角が付いた兜を被っている帝国軍の将軍。ユナディアの宇宙船を襲い、姫巫女と「竜の心臓」を奪った。
リディア
第3章に登場。ユナディアの姫巫女。竜の心臓ともども、ドルイドの戦士や肉奴隷の秘術とは浅からぬ関係があるようだが、詳細は不明である。

## OVA
TDKコアから発売されていた18禁OVAシリーズ『クール・ディバイシスシリーズ』のVol.8・9 として、VHSとLDで前後編の2本が発売された。また、同シリーズの他の作品同様、リイド社発売・ブロードウェイ販売によりDVDで再発売された。収録時間はいずれも30分弱。監督は牧野行洋。
原作の第1部中盤までをアニメ化しており、前編はマヤが両性具有に改造されるまで、後編は寄生虫を植え付けられて我を失ったマヤがレイナと性交に及ぶまでである。第1部終盤の肉奴隷の儀式については描かれず、マヤがレイナとの性交中にロムス神の声に促されたことでドルイドの戦士として覚醒する、という流れになっており、ゼオンとミランがマヤを目にすることはない。
山田正樹 によるキャラクターデザインは原作のイメージにおおよそ沿っているが、レイナやディアナなど原作では幼めに描かれている登場人物の容姿は、原作とは大幅に異なる。